# Герб Шумихи
Герб муниципального образования город Шумиха Курганской области Российской Федерации — опознавательно-правовой знак, составленный и употребляемый в соответствии с геральдическими (гербоведческими) правилами и являющийся официальным символом города, символизирующй его достоинство и административное значение как центра Шумихинского района, единство территории и населения города Шумиха, историческую преемственность, а также права органов местного самоуправления города.
Утверждён Решением Шумихинской городской Думы четвёртого созыва от 8 декабря 2005 года № 57. Внесен в Государственный геральдический регистр РФ под № 2181. 

## Описание и обоснование символики
Геральдическое описание (блазон) гласит:
В серебряном поле вверху — обращённый вправо парящий с распростёртыми крыльями чёрный, с золотыми клювом, языком и когтями, коршун, несущий составной черно-золотой нитевидный отвлеченный пояс; внизу — стоящие в лазоревой воде (в виде узкой выщербленной оконечности) пять зеленых, с черными вершинами, стеблей рогоза.

Щит увенчан короной достоинства — золотой башенной о трех видимых зубцах, дополненной гладким обручем с рельефными орнаментальными бортиками.
Герб может изображаться как в полной версии (щит с короной), так и в сокращенном варианте (только щит). Обе версии герба равноправны и имеют одинаковый статус.

## История

### Герб 1992 года
Герб утверждён Решением Шумихинского городского Совета народных депутатов «Об утверждении герба города Шумиха» от 7 августа 1992 года (без номера) и признан утратившим силу в 2005 году